# Сибомана, Абдул
Абду́л Сибома́на (руанда Abdul Sibomana; 10 декабря 1981, Руанда) — руандийский футболист, защитник. Выступал за сборную Руанды.

## Карьера

### Клубная
Воспитанник клуба АПР из Кигали, в котором затем провёл и всю профессиональную карьеру, начиная с 1999 года, вплоть до её завершения в 2008 году. В составе АПР становился 7 раз чемпионом Руанды, 3 раза вице-чемпионом, 4 раза обладателем Кубка страны, 1 раз финалистом Кубка, 1 раз обладателем Суперкубка, 2 раза обладателем Клубного Кубка КЕСАФА, 2 раза финалистом Клубного Кубка КЕСАФА и 1 раз полуфиналистом Кубка обладателей кубков КАФ.

### В сборной
В составе главной национальной сборной Руанды выступал с 2000 по 2007 год, всего сыграл в её составе 17 матчей, в том числе провёл 1 встречу в отборочном турнире к чемпионату мира 2002 года и 7 игр в отборочном турнире к чемпионату мира 2006 года.
В составе сборной участвовал в Кубке африканских наций 2004 года, сыграл в 2-х матчах команды из 3-х (против Туниса и ДР Конго).

## Достижения

### Командные
АПР
Чемпион Руанды: (7)
- 1999, 2000, 2001, 2003, 2005, 2006, 2006/07

Вице-чемпион Руанды: (3)
- 2002, 2004, 2007/08

Обладатель Кубка Руанды: (4)
- 2002, 2006, 2007, 2008

Финалист Кубка Руанды: (1)
- 2001

Обладатель Суперкубка Руанды: (1)
- 2002

Обладатель Клубного Кубка КЕСАФА: (2)
- 2004, 2007

Финалист Клубного Кубка КЕСАФА: (2)
- 2000, 2005

Полуфиналист Кубка обладателей кубков КАФ: (1)
- 2003